# Districtul Bang Ban
Bang Ban (thailandeză บางบาล) este un district (amphoe) al Provinciei Ayutthaya în Thailanda centrală.

## Istorie
Districtul a fost fondat în 1894 ca Districtul Sena Nai. Mai târziu, Khiao Bangban a donat o piesă de pământ pentru clădirea biroului districtului nou-fondat. Așa că guvernul a fost de acord pentru a schimba numele de district pentru a fi Bang Ban ca nume de familie a donatorului.

## Geografie
Districtele vecine sunt amphoe-ul Pa Mok al Provinciei Ang Thong, amphoe-ul Bang Pahan, amphoe-ul Phra Nakhon Si Ayutthaya, amphoe-ul Bang Sai, amphoe-ul Sena și amphoe-ul Phak Hai al provinciei Ayutthaya.

## Administrație
Districtul este împarțit în 16 subdistricte (tambon), care sunt subdivizate in 111 sate (muban).
| 1.  | Bang Ban       | บางบาล     |  |
| 2.  | Wat Yom        | วัดยม       |  |
| 3.  | Sai Noi        | ไทรน้อย     |  |
| 4.  | Saphan Thai    | สะพานไทย   |  |
| 5.  | Maha Phram     | มหาพราหมณ์  |  |
| 6.  | Kop Chao       | กบเจา      |  |
| 7.  | Ban Khlang     | บ้านคลัง     |  |
| 8.  | Phra Khao      | พระขาว     |  |
| 9.  | Nam Tao        | น้ำเต้า      |  |
| 10. | Thang Chang    | ทางช้าง     |  |
| 11. | Wat Taku       | วัดตะกู      |  |
| 12. | Bang Luang     | บางหลวง    |  |
| 13. | Bang Luang Dot | บางหลวงโดด |  |
| 14. | Bang Hak       | บางหัก      |  |
| 15. | Bang Chani     | บางชะนี     |  |
| 16. | Ban Kum        | บ้านกุ่ม      |  |